# 콜레조베
콜레조베(이탈리아어: Collegiove)는 이탈리아 라치오주 리에티도에 위치한 코무네다. 로마로부터 북동쪽 50km, 리에티로부터 남동쪽 30km 거리에 있다.